# 果斯拉康
果斯拉康，位于西藏自治区日喀则市聂拉木县樟木镇，是一座藏传佛教寺院。

## 简介
果斯拉康位于西藏自治区日喀则市聂拉木县樟木镇，是聂拉木县主要藏传佛教寺庙之一，也是聂拉木县宗教活动场所之一。
2014年度西藏自治区和谐模范寺庙暨爱国守法先进僧尼评选中，果斯拉康16名僧人被评为爱国守法先进僧尼。
2015年4月25日，尼泊尔发生强烈地震，聂拉木县境内白玛曲林寺等11座寺庙、拉康未受明显影响。